# ГЕС Отодзава
ГЕС Отодзава (яп. 音沢発電所, Отодзава хацуденшьо, Гепберн: Otozawa hatsudensho) — гідроелектростанція в Японії на острові Хонсю. Знаходячись між ГЕС Куробегава II/Шін-Куробегава II (вище по течії) та ГЕС Аімото (30,7 МВт), входить до складу каскаду на річці Куробе, яка у місті Куробе впадає до затоки Тояма (Японське море).
В межах проекту річку перекрили бетонною гравітаційною греблею висотою 77 метрів та довжиною 136 метрів, яка потребувала 203 тис. м3 матеріалу. Вона утримує водосховище з площею поверхні 0,35 км2 і об'ємом 9 млн м3, з яких до корисного об'єму відносяться 1,7 млн м3.
Зі сховища під правобережним гірським масивом прокладено дериваційний тунель довжиною 10,8 км з діаметром 5,2 метра, який переходить у три напірні водоводи довжиною по 0,3 км зі спадаючим діаметром від 4,3 до 3 метрів. На нього також працює вирівнювальний резервуар висотою 50 метрів з діаметром 10 метрів.
Основне обладнання станції становить одна турбіна типу Френсіс потужністю 127,7 МВт (номінальна потужність станції рахується як 124 МВт), котра використовує напір у 194 метра.
Відпрацьована вода відводиться по тунелю довжиною 1,8 км з діаметром 5,3 метра.
Можливо відзначити, що на тій же ділянці річки, що й ГЕС Отодзава, працюють дві послідовні станції Шін-Янагіхара (41,2 МВт) та Унадзукі (20 МВт), при цьому перша з них живиться від тієї ж греблі, що й Отодзава.